# Kärlekens ö
Kärlekens ö, ursprungstitel Tabu, är en amerikansk dramafilm från 1931 i regi av F.W. Murnau. Den handlar om ett ungt par på ön Bora Bora som tvingas fly från hedniska sedvänjor, för att hamna på en annan ö som istället står under modernitet och dekadens.
Inspelningen ägde rum från 16 oktober 1929 till september 1930 på Bora Bora och Takapoto. Det var Murnaus sista film. Den hade amerikansk premiär 18 mars 1931 och Sverigepremiär 30 juli samma år.
Floyd Crosby tilldelades Oscar för bästa foto vid Oscarsgalan 1931.

## Medverkande
- Matahi som Matahi, pojken
- Reri som Reri, flickan
- Hitu som Tabu, den gamle krigaren
- Jean som polisen
- Jules som kaptenen
- Kong Ah som den kinesiske köpmannen